# E (complexité)
En informatique théorique et notamment en théorie de la complexité, la classe  E est une classe de complexité ;  c'est l'ensemble des problèmes de décision qui peuvent être décidés par une machine de Turing déterministe en temps exponentiel avec un exposant linéaire.

## Définition formelle
Formellement, il existe, pour tout langage  {\displaystyle L} de la classe E, une machine de Turing {\displaystyle M_{L}} opérant en temps {\displaystyle t_{L}(n)\in O(k^{n})} pour un {\displaystyle k\in \mathbb {N} }, de sorte que tout mot {\displaystyle w\in L} est accepté, par la machine  {\displaystyle M_{L}}, en au plus {\displaystyle t_{L}(|w|)} pas de calcul.
Si l'on appelle DTIME{\displaystyle (t(n))}, l'ensemble des problèmes qui peuvent être résolus par des machines de Turing déterministes utilisant un temps {\displaystyle O(t(n))} pour une fonction {\displaystyle t} en la taille de l'entrée {\displaystyle n}, alors on a
E = DTIME{\displaystyle (2^{O(n)})}.
Ainsi, E est une des composantes de EXPTIME qui est formellement définie par :
EXPTIME = {\displaystyle \bigcup _{k\in \mathbb {N} }{\text{DTIME}}\left(2^{n^{k}}\right).}
La classe E joue un rôle important en  théorie de la complexité dans la mesure où elle n'est pas, contrairement à EXPTIME close par  réduction polynomiale. Il en résulte que 
PSPACE ≠ E.
Alors que pour EXPTIME, on a l'inclusion :
PSPACE {\displaystyle \subseteq } EXPTIME,
aucune relation entre E et PSPACE n'est connue.

## Propriétés
- La classe E est différente de NP[2] ou PSPACE[3] relativement à tout oracle. Toutefois, il existe un oracle pour lequel E est contenue dans NP, et un oracle pour lequel PSPACE est contenu dans  E.
- Il existe un oracle pour lequel E = NE[4], mais il existe une prédicat binaire de complexité exponentielle en temps, pour lequel le problème de recherche correspondant n’est pas dans la classe n'est pas dans E.
- Les problèmes difficiles de la classe BPP sont de mesure[5] 1 dans la classe  E[6]. Il en résulte que si les problèmes complets de la classe  E ne sont pas  de mesure 1 dans E, alors BPP n'est pas égale à EXPTIME.